# Јован Живковић (професор)
Јован Живковић (Даљ, 17. октобар 1767 — ?, после 1826) био је српски професор и преводилац.

## Биографија

### Карловачка гимназија
Након завршеног школовања радио је као професор гимназије у Сремским Карловцима (1796-1816) у сва четири разреда човечности. Био је учен човек и веома цењени професор. Држао је на стану и храни ђаке. Предавао је Георгију Магарашевићу и Јовану Хаџићу.
Када су 1813. почеле да излазе Новине сербске Живковић је био нека врста повереника за Сремске Карловце. Састајао се са Вуком приликом његових посета Карловцима (1815 и 1816), и пружао му подршку у реформаторском раду. Често је боравио у Шишатовцу код архимандрита Лукијана Мушицког.

### Препарандија
Пошто је Препарандија пресељена из Сентандреје у Сомбор Живковић је прешао у ову школу новембра 1816. године. Тамо је предавао словенску граматику, немачки, епистолографију и српску стилистику до 1826. године.
Препарандијом је, поред директора, управљао и Савет школе (Concertatio litteraria). Живковић је био члан првог Савета (1819), заједно са осталим најугледнијим професорима.
Припадао је групи професора чијим залагањем је основана препарандијска библиотека, а био је и један од првих дародаваца, приложивши одређен број књига из приватне библиотеке.

## Преводилачки рад
Превео је с немачког Хердеров избор источњачких прича Палмово листвије (Будим, 1808), а превод је посветио карловачком сенатору Алексију Живковићу. У рукопису му је остао уџбеник Словенска граматика на сербском језику.
Од 1809. до 1824. претплаћивао се на српску књигу из Сремских Карловаца и Сомбора (Д. Исаиловић, Г. Лазић, П. Атанацковић, Г. Магарашевић, М. Видаковић, Вук Караџић, Ајземан, Фанелон итд.).